# Järvere
Järvere (Duits: Jerwen) is een plaats in de Estlandse gemeente Võru vald, provincie Võrumaa. De plaats heeft de status van dorp (Estisch: küla).
Järvere lag tot in oktober 2017 in de gemeente Sõmerpalu. In die maand werd deze gemeente bij de gemeente Võru vald gevoegd.

## Bevolking
De ontwikkeling van de bevolking blijkt uit het volgende staatje:
| Jaar            | 2000 | 2011 | 2021 |
| --------------- | ---- | ---- | ---- |
| Aantal inwoners | 242  | 220  | 202  |

## Ligging
Ten oosten van Järvere ligt het meer Vagula järv. De Tugimaantee 69, de secundaire weg van Võru naar Tõrva, komt door het dorp. Bij Järvere komt de rivier Rõuge uit op de rivier Võhandu en stroomt de Võhandu het Vagula järv in. Bij Roosisaare aan de andere kant van het meer gaat de rivier dan verder.

## Geschiedenis
Järvere werd voor het eerst genoemd in 1638 als Jerwkulla. In 1719 stond het dorp bekend als Järwe weere Märt of Jerwere Hindric en in 1752 als Jerwere Samul. Het dorp begon als groepje huizen rond twee boerderijen in de buurt van het Vagula järv. Rond 1760 moet het een ‘semi-landgoed’ (Duits: Beigut, Estisch: poolmõis) zijn geworden, een landgoed dat deel uitmaakt van een groter landgoed, in dit geval Sommerpahlen (Sõmerpalu). Rond dat jaar lag er althans een landhuis bij het meer. In 1766 verdeelden vier broers van de familie von Möller het landgoed Sommerpahlen onder elkaar. Een van de vier landgoederen kreeg de naam Jerwer. Dat werd het latere Järvere. In 1867 werden de vier landgoederen, Jerwen (Järvere), Lühnen (Lilli-Anne), Mustel (Mustja) en Sommerpahlen (Sõmerpalu), met nog een vijfde landgoed, Petrimois (Peetrimõisa), weer samengevoegd tot één landgoed Sommerpahlen. Jerwen werd opnieuw een semi-landgoed.
Rond 1910 werd bij het Vagula järv een nieuw landhuis gebouwd, een bouwwerk met twee woonlagen in een eclectische stijl, met elementen van de neobarok en de jugendstil. Friedrich Alexander von Möller, de eigenaar van het landgoed Sommerpahlen, liet het bouwen voor zijn moeder. Het wordt dan ook Vanaproua maja, ‘het huis van de oude dame’, genoemd. In het park bij het landhuis stonden na de aanleg ca. 200 verschillende soorten bomen. Van 1947 tot 1993 was in het landhuis van Järvere het hoofdkantoor van de houtvesterij van het district Võru gevestigd. Tussen 1993 en 2017 was het gebouw in gebruik bij de gemeente Sõmerpalu. Sindsdien is het in particulier bezit.
In de jaren twintig van de 20e eeuw, toen Estland onafhankelijk was geworden, ontstond een nederzetting op het terrein van het voormalige semi-landgoed. In 1977 kreeg ze officieel de status van dorp.